# فرودگاه نورث شهری لیتل راک
فرودگاه نورث شهری لیتل راک (به انگلیسی: North Little Rock Municipal Airport) یک فرودگاه همگانی بهره‌برداری هوایی است که یک باند فرود آسفالت دارد و طول باند آن ۹۲۰ متر است. این فرودگاه در کشور ایالات متحده آمریکا قرار دارد و در ارتفاع ۱۶۶ متری از سطح دریا واقع شده است.